# 鋸齒捕蠅幌
鋸齒捕蠅幌（學名：Roridula dentata），一般直接稱作捕蟲樹。為前食肉植物，原生於南非。

## 外部連結
- （中文） Roridula dentata - 塔內植物園[永久]
- （德文） Roridula und Pameridea  - Kultur und Beschreibung der Taupflanze  （页面存档备份，存于）介紹捕蟲樹的德文網頁